# Mistrzostwa Świata w Piłce Nożnej 1998 (eliminacje)
W eliminacjach do mistrzostw świata 1998 uczestniczyło 170 reprezentacji. reprezentacja Francji (gospodarz) i reprezentacja Brazylii (obrońca tytułu) turnieju awansowały bez eliminacji. 

## Strefy kontynentalne

### Europa (UEFA)
- Grupa 1 –  Dania.  Chorwacja zapewniła sobie udział w barażach kontynentalnych.
- Grupa 2 –  Anglia.  Włochy zapewniła sobie udział w barażach kontynentalnych.
- Grupa 3 –  Norwegia.  Węgry zapewniła sobie udział w barażach kontynentalnych.
- Grupa 4 –  Austria,  Szkocja
- Grupa 5 –  Bułgaria.  Rosja zapewniła sobie udział w barażach kontynentalnych.
- Grupa 6 –  Hiszpania.  Jugosławia zapewniła sobie udział w barażach kontynentalnych.
- Grupa 7 –  Holandia.  Belgia zapewniła sobie udział w barażach kontynentalnych.
- Grupa 8 –  Rumunia.  Irlandia zapewniła sobie udział w barażach kontynentalnych.
- Grupa 9 –  Niemcy.  Ukraina zapewniła sobie udział w barażach kontynentalnych.

Po barażach awansowali:  Belgia,  Chorwacja,  Jugosławia i  Włochy.

### Azja (AFC)
- Grupa A –  Arabia Saudyjska.  Iran awansuje do baraży
- Grupa B –  Korea Południowa.  Japonia awansuje do baraży

Baraże:  Japonia awansowała po wygranej w barażach, a  Iran przystąpił do baraży interkontynentalnych, w których zagra z drużyną z OFC.

### Ameryka Południowa (CONMEBOL)
- Argentyna,  Paragwaj,  Kolumbia,  Chile.

### Ameryka Północna (CONCACAF)
- Meksyk,  Stany Zjednoczone,  Jamajka.

### Afryka (CAF)
- Grupa 1 –  Nigeria
- Grupa 2 –  Tunezja
- Grupa 3 –  Południowa Afryka
- Grupa 4 –  Kamerun
- Grupa 5 –  Maroko

### Oceania (OFC)
- Australia wygrała eliminacje strefy OFC zagra w barażach interkontynentalnych.

## Baraże Interkontynentalne: AFC – OFC
| Drużyna 1                            | Wynik dwumeczu | Drużyna 2 | Pierwszy mecz | Drugi mecz |
| ------------------------------------ | -------------- | --------- | ------------- | ---------- |
| Iran                                 | 3:3            | Australia | 1:1           | 2:2        |
| Po lewej gospodarz pierwszego meczu. |                |           |               |            |

- Iran  awansował dzięki większej liczby strzelonych bramek na wyjeździe.

### Zakwalifikowane drużyny

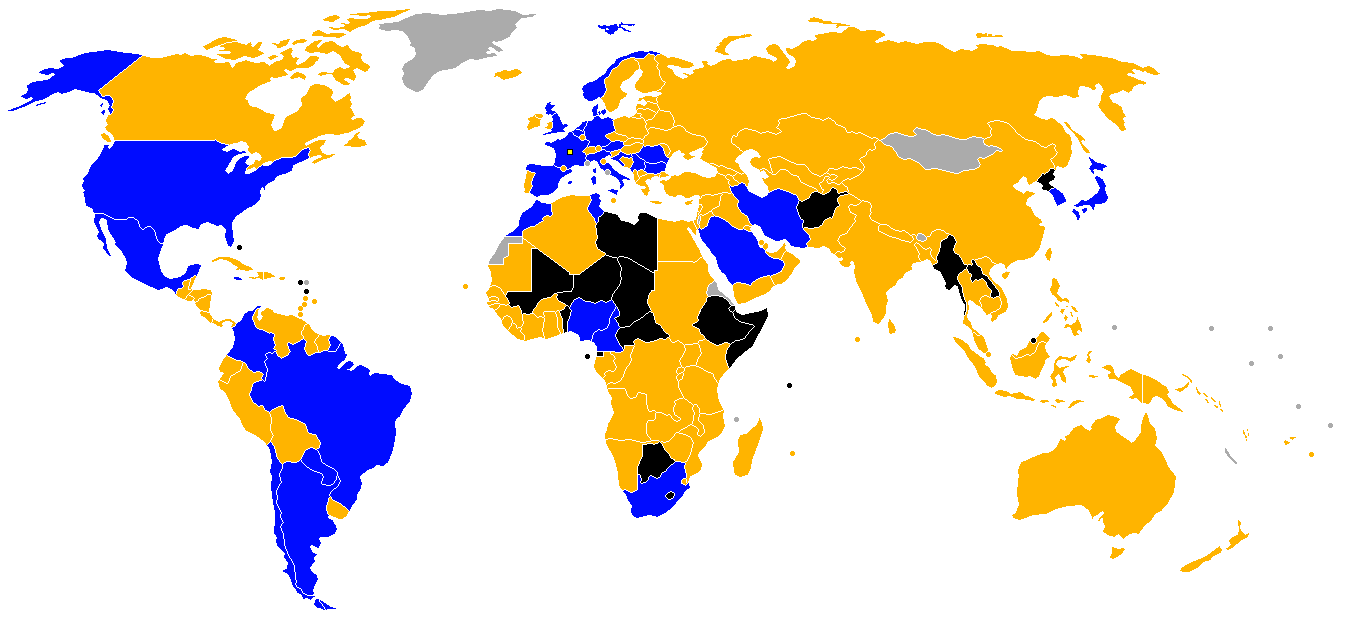
Kraje zakwalifikowane do finałów Mistrzostw Świata
Kraje niezakwalifikowane do finałów Mistrzostw Świata
Kraje, które nie brały udziału w kwalifikacjach
Kraje nie będące członkami FIFA

Kraje zakwalifikowane do finałów Mistrzostw Świata
     Kraje niezakwalifikowane do finałów Mistrzostw Świata
     Kraje, które nie brały udziału w kwalifikacjach
     Kraje nie będące członkami FIFA